# Clara Geiger-Woerner
Clara Geiger-Woerner, Taufname Clara Ottillie Woerner (* 19. Februar 1902 in Tuttlingen; † 16. Juni 1996 in Pieterlen), war eine Schweizer Handweberin und Textilgestalterin.

## Leben und Werk
Clara Woerner kam 1926 als Hauslehrerin für die zwei Söhne des Witwers, Malers und Holzschneiders Ernst Samuel Geiger nach Ligerz. Dieser unterrichtete sie in Malerei. 1934 heiratete sie seinen Sohn Hans Geiger (* 1908). Clara Geiger-Woerner war eine Schülerin von Elsi Giauque und war ab 1928 Mitglied des Schweizerischen Werkbunds. Später war sie auch Mitglied in der Gesellschaft Schweizerischer Malerinnen, Bildhauerinnen und Kunstgewerblerinnen (GSMBK, heute GSBK).
Clara Geiger-Woerner gründete 1930 die «Handweberei Woerner» in Ligerz. Nach ihrer Heirat betrieb sie zusammen mit ihrem Mann im «Haus der Laube» die bis zu zwölf Webstühle umfassende «Handweberei Geiger-Woerner». Als ausgebildeter Ingenieur war Hans Geiger für die Technischen Belange und sie für das Design und die Materialauswahl verantwortlich. Jeweils im Frühling und im Herbst gab es Verkaufsausstellungen von Bildern von Ernst Geiger und gewobenen Textilien aus der Handweberei Geiger-Woerner. Zudem wurden weitere Künstler zu diesen Ausstellungen eingeladen.
Clara Geiger-Woerner beteiligte sich regelmässig an den Ausstellungen des Schweizerischen Werkbunds sowie an der Werkbund-Weihnachtsausstellung in Bern. Auch nahm sie 1936 an der Schweizerischen Ausstellung für Frauenarbeit (SAFFA) in Zürich und 1937 an der Weltfachausstellung in Paris teil. 1955 eröffnete sie einen eigenen Laden für Kunsthandwerk, den sie bis 1976 in der Altstadt von Biel führte. Zudem realisierte sie die seit den 1930er-Jahren als Skizzen entworfenen Wandbehänge.
Ab den 1950er-Jahren gestaltete Clara Geiger-Woerner vermehrt Wandteppiche für Künstler, Private und Unternehmen. Nicht wenige ihrer Werke wurden entsorgt oder sind nicht mehr auffindbar.
2023 wurden im «Engel Haus» in Twann Werke aus dem Nachlass von Clara-Geiger Wörner gezeigt.